# Stadshotell

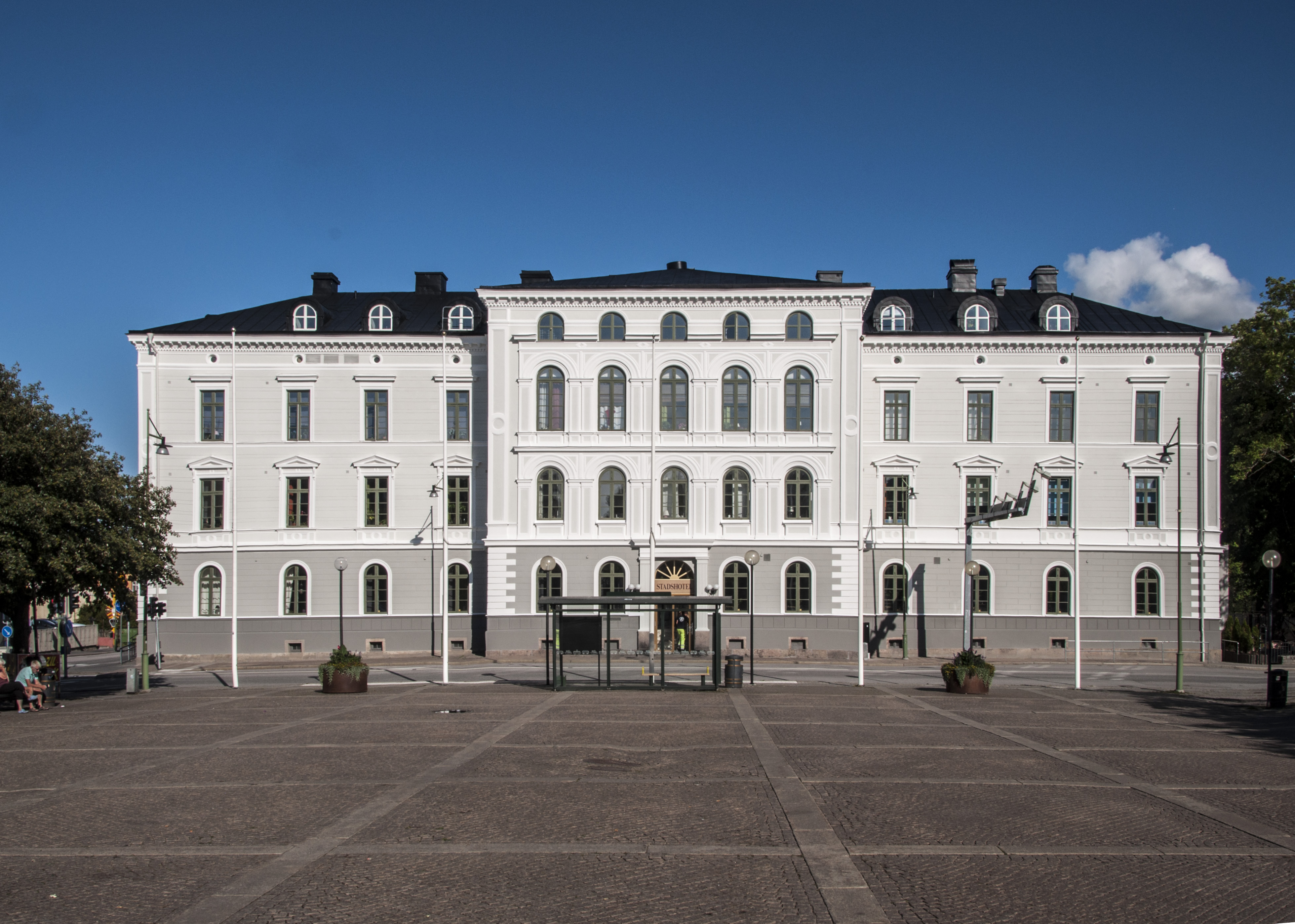
Mariestad stadshotell

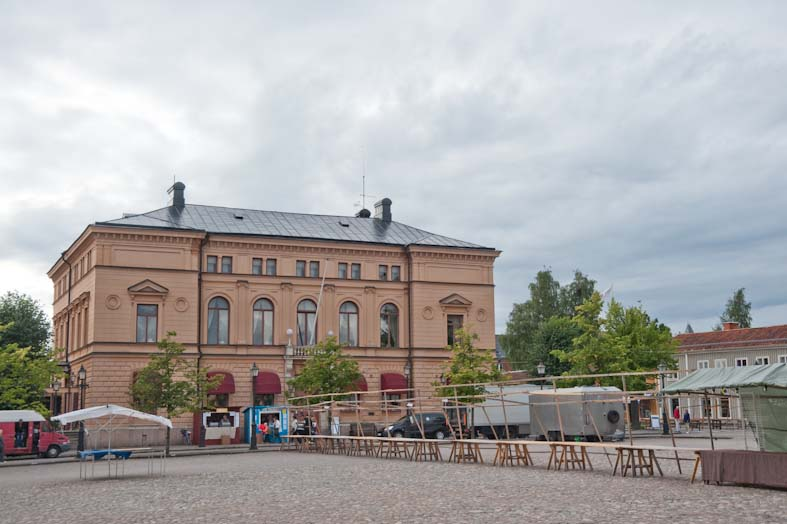
Nora stadshotell

Ett stadshotell, vardagligt kallat Statt eller Stadt, är ett hotell med restaurang i centrum av en mindre eller mellanstor svensk stad. Enligt den definition som används Statistiska centralbyrån (SCB) avser även stadshotell "alla bättre hotell i tätorter".
Stadshotellen är historiska kännetecken för många svenska städer. De första uppstod på 1850-talet och ersatte då även de tidigare societetshusen. Ofta blev Stadshotellet själva mittpunkten i en stads nöjesliv, särskilt i mindre städer. Även de lokala frimurarlogerna och andra organisationer förlade ofta sina möten till stadshotellen. I filmen Saxofonhallicken (1986) skildrar Lars Molin nöjeslivet på ett stadshotell i en svensk småstad.[källa behövs]
Majoriteten av stadshotellen uppstod i slutet av 1800-talet i samband med järnvägarnas utbyggnad. I och med att affärsverksamheterna ökade, ökade även behovet av tillfälliga boenden - något som dittills hade skötts genom gästgiveri eller rumsuthyrningar i större städer. Stadshotellen byggdes påkostade och var i de flesta städer den dyraste logeringen och en av de mer dominerande byggnaderna jämte kyrka och rådhus.[källa behövs] Det var dock få stadshotell som blev lönsamma. Förutom själva hotellrummen byggdes även restauranger till i hotellets bottenplan. Även restaurangerna blev exklusiva och ordnade dans på helgkvällar.
Efterhand kom många stadshotell att ingå i SARA-koncernen, som i början av 1970-talet var Sveriges största hotellkedja. Från 1950-talet och framåt gjorde nya resemönster och generösare tilldelningar av utskänkningstillstånd att många stadshotell konkurrerades ut av nya nöjesetablissemang.[källa behövs] När SARA-koncernen gick i konkurs i början av 1990-talet köptes den upp av First Hotels som drev franschiseverksamhet.
År 2024 fanns verksamma stadshotell kvar på ett 30-tal orter. Förutom de som ingår i First Hotels ingår många stadshotell i kedjorna Best Western, Elite Hotels, Scandic Hotels och Sweden hotels.